# Jesper Christiansen
Pour les articles homonymes, voir Christiansen.
Jesper Christiansen né le 24 avril 1978 à Roskilde (Danemark) est un ancien footballeur international danois évoluant au poste de gardien de but.

## Biographie

### En club
Jesper Christiansen commença sa carrière professionnelle en 1998 au sein du Ølstykke FC. Non conservé il signa pour deux saisons à l'OB Odense. En 2000, il partit pour le championnat écossais au sein des Rangers de Glasgow. 
Cependant, son temps de jeu est mince et il se voit prêté dans le club danois du Velje BK puis dans le club allemand du VfL Wolfsburg la saison suivante. En 2004, il retourne au Danemark en signant pour le Viborg FF.
C'est en 2005 qu'il signa pour le club phare du pays : le FC Copenhague. Avec le club de la capitale, il remporta ses premiers trophées dont quatre championnats en 2006, 2007, 2009 et 2010, une Coupe du Danemark en 2009 et deux Royal League en 2005 et 2006. 
Cinq saisons plus tard, il rejoignit le championnat suédois au sein du IF Elfsborg où il y resta deux années. Il revint en 2012 à l'OB Odense puis signa au Vendsyssel FF deux années plus tard. 
En 2017, il signa au AB Copenhague et termina sa carrière en 2019 du côté du Viborg FF. 

### En sélection
Bien qu'il soit retenu pour participer à la Coupe du monde 2002, Jesper Christiansen commencça sa carrière internationale le 2 juin 2005 lors d'un match amical contre l'équipe de Finlande soldé par une victoire 1-0.
Jesper Christiansen jouera sa dernière compétition avec le Danemark lors de la Coupe du monde 2010 en Afrique du Sud. Les danois sortiront dès la phase de poules. 

## Palmarès
FC Copenhague
- Championnat du Danemark
  - Champion (4) : 2006, 2007, 2009, 2010
- Coupe du Danemark
  - Vainqueur (1) : 2009